# Загорје (Беране)
Загорје је насеље у општини Беране у Црној Гори. Према попису из 2003. било је 317 становника (према попису из 1991. било је 295 становника).

## Демографија
У насељу Загорје живи 240 пунолетних становника, а просечна старост становништва износи 36,8 година (37,2 код мушкараца и 36,4 код жена). У насељу има 88 домаћинстава, а просечан број чланова по домаћинству је 3,60.
Становништво у овом насељу је мешовито, а већину чине Срби.
|  |

| Демографија | Демографија | Демографија |
| Година      | Становника  | Становника  |
| ----------- | ----------- | ----------- |
|             |             |             |
|             |             |             |
|             |             |             |
|             |             |             |
| 1948.       | 386         |             |
| 1953.       | 400         |             |
| 1961.       | 395         |             |
| 1971.       | 372         |             |
| 1981.       | 377         |             |
| 1991.       | 295         | 281         |
| 2003.       | 330         | 317         |
|             |             |             |

| Етнички састав према попису из 2003.‍ | Етнички састав према попису из 2003.‍ | Етнички састав према попису из 2003.‍ | Етнички састав према попису из 2003.‍ | Етнички састав према попису из 2003.‍ |
| ------------------------------------ | ------------------------------------ | ------------------------------------ | ------------------------------------ | ------------------------------------ |
|                                      |                                      |                                      |                                      |                                      |
| Срби                                 | Срби                                 |                                      | 196                                  | 61,82%                               |
| Црногорци                            | Црногорци                            |                                      | 90                                   | 28,39%                               |
| Хрвати                               | Хрвати                               |                                      | 1                                    | 0,31%                                |
| непознато                            | непознато                            |                                      | 0                                    | 0,0%                                 |

| Година пописа     | 1948. | 1953. | 1961. | 1971. | 1981. | 1991. | 2003. |
| ----------------- | ----- | ----- | ----- | ----- | ----- | ----- | ----- |
| Број домаћинстава | 71    | 72    | 70    | 71    | 69    | 73    | 88    |

| Број чланова      | 1  | 2  | 3  | 4  | 5  | 6  | 7 | 8 | 9 | 10 и више | Просек |
| ----------------- | -- | -- | -- | -- | -- | -- | - | - | - | --------- | ------ |
| Број домаћинстава | 88 | 15 | 15 | 18 | 13 | 13 | 7 | 1 | 3 | 2         | 1      |

| Пол    | Укупно | Неожењен/Неудата | Ожењен/Удата | Удовац/Удовица | Разведен/Разведена | Непознато |
| ------ | ------ | ---------------- | ------------ | -------------- | ------------------ | --------- |
| Мушки  | 119    | 27               | 68           | 3              | 0                  | 21        |
| Женски | 133    | 15               | 63           | 20             | 4                  | 31        |
| УКУПНО | 252    | 42               | 131          | 23             | 4                  | 52        |

| Пол    | Укупно                    | Пољопривреда, лов и шумарство | Рибарство                            | Вађење руде и камена | Прерађивачка индустрија       |
| ------ | ------------------------- | ----------------------------- | ------------------------------------ | -------------------- | ----------------------------- |
| Мушки  | 36                        | 4                             | 0                                    | 0                    | 4                             |
| Женски | 19                        | 5                             | 0                                    | 0                    | 2                             |
| УКУПНО | 55                        | 9                             | 0                                    | 0                    | 6                             |
| Пол    | Производња и снабдевање   | Грађевинарство                | Трговина                             | Хотели и ресторани   | Саобраћај, складиштење и везе |
| Мушки  | 1                         | 4                             | 5                                    | 0                    | 4                             |
| Женски | 0                         | 0                             | 0                                    | 2                    | 0                             |
| УКУПНО | 1                         | 4                             | 5                                    | 2                    | 4                             |
| Пол    | Финансијско посредовање   | Некретнине                    | Државна управа и одбрана             | Образовање           | Здравствени и социјални рад   |
| Мушки  | 0                         | 0                             | 5                                    | 1                    | 1                             |
| Женски | 0                         | 1                             | 1                                    | 2                    | 1                             |
| УКУПНО | 0                         | 1                             | 6                                    | 3                    | 2                             |
| Пол    | Остале услужне активности | Приватна домаћинства          | Екстериторијалне организације и тела | Непознато            | Непознато                     |
| Мушки  | 2                         | 0                             | 0                                    | 5                    | 5                             |
| Женски | 0                         | 0                             | 0                                    | 5                    | 5                             |
| УКУПНО | 2                         | 0                             | 0                                    | 10                   | 10                            |